# Jean-Louis Van Belle (historien)
Pour les articles homonymes, voir Jean-Louis Van Belle.
Jean-Louis Van Belle, né en 1942, est un historien belge, président du Centre international de recherches glyptographiques. Il est spécialisé dans l'étude de l'industrie de la pierre sous l'Ancien Régime.

## Publications
- Braine-le-Château, Duculot, 1974.
- L'Industrie de la pierre en Wallonie, Duculot, 1976.
- Dictionnaire des signes lapidaires. Belgique - Nord de la France, Éditions Ciaco, 1984.
- Plans inédits de places fortifiées XVIIe-XVIIIe siècles, Éditions Ciaco, 1989.
- Une dynastie de bâtisseurs, les Wincqz. Feluy - Soignies XVIe-XXe siècle, Louvain-la-Neuve, Éditions Ciaco, 1990, 157p.
- Les Maîtres de carrière d'Arquennes sous l'Ancien Régime, Crédit communal de Belgique, 1990.
- Le Château de Clabecq. Le bâtiment - des hommes - un domaine, Braine-le-Château, Éditions La Taille d'Aulme, 1992, 116 p.
- Signes Lapidaires, Belgique et Nord de la France, Nouveau Dictionnaire, Louvain-la-Neuve, 1994, 844 p.
- Meeûs à de Meeûs. Bruxelles - La Foi - Le Feu-, Braine-le-Château, Éditions La Taille d'Aulme, 1997.
- Quatuor Coronati. Les Saints Patrons des métiers de la pierre, Braine-le-Château, Editions La Taille d'Aulme, 2000, 168 p.
- L'activité parlementaire des Wincqz (1857-1886), Braine-le-Château, Editions La Taille d'Aulme, 2002, 126 p.
- Les marques compagnonniques de passage, Izegem, Editions Illustrata s.p.r.l., 2003, 150 p.
- Recherches sur la famille Mondron ou de la pierre au verre, XVIe-XXe siècle, Braine-le-Château, Editions La Taille d'Aulme, 2005, 248 p.
- Dictionnaire bibliographique des signes lapidaires de France (en collaboration avec Luc Bucherie), Braine-le-Château, Editions La Taille d'Aulme, 2006, 1045 p.
- Solvay et Cie. Recueil d'archives inédites relatives à la société en commandite 1862-1890, Braine-le-Château, Editions La Taille d'Aulme, 2008, 250 p.
- Addendum au Recueil d'archives inédites relatives à la société en commandite Solvay et Cie. 1862-1890, Braine-le-Château, Editions La Taille d'Aulme, 2010, 68 p.
- Henri Lambert. Un grand penseur toujours d'actualité. 1862-1934. Maître de verrerie - Economiste - Sociologue - Grand réformateur - Philosophe - Visionnaire, Braine-le-Château, Editions La Taille d'Aulme, 2010, 420 p.
- Deux livres d'expédition de marbres d'un marchand de Beaumont-Rance en Hainaut (1769-1784), Bruxelles, Commission royale d'Histoire, 2010, LXII-275 p.
- Le projet de factum de Jacques-Joseph Boreux (1755-1846). Maître marbrier dinantais, écrivain, inventeur, Braine-le-Château, Editions La Taille d'Aulme, 2011, 224 p.
- La déportation des ouvriers belges en Allemagne (1914-1918). D’après le journal de Léon Frérot (Biesme), Bruxelles, Safran (éditions), coll. « Témoins d'Histoire », 2013, 1520 p. (ISBN 978-2-87457-067-4, présentation en ligne)
- Corneille van Nerven. L'architecte méconnu de l'Hôtel de Ville de Bruxelles, Bruxelles, Safran (éditions), coll. « Histoire », 2014 (ISBN 978-2-87457-081-0, présentation en ligne), avec Jan Caluwaerts.
- Pour comprendre les signes lapidaires, Bruxelles, Safran (éditions), coll. « Précisions », 2014 (ISBN 978-2-87457-055-1, présentation en ligne)
- Le journal de Jean‑François Bernardy (1749-1842), collecteur d’aumônes en Haute-Saxe en 1794-1795, Bruxelles, Safran (éditions), coll. « Témoins d'Histoire », 2015 (ISBN 978-2-87457-077-3, présentation en ligne)
- Recensement des édifices et maisons de Bruxelles par le Sieur de Chassey en 1597-1598, Bruxelles, Safran (éditions), coll. « Témoins d'Histoire », 2017 (ISBN 978-2-87457-091-9, présentation en ligne)